# Angst (KMFDM)
Angst è il settimo album dei KMFDM, pubblicato nel 1993.

## Tracce
1. "Light" (Sascha Konietzko/En Esch/Günter Schulz/Mark Durante/Chris Shepard) – 6:05
2. "A Drug Against War" (Konietzko/Esch/Am/Durante/Shepard) – 3:43
3. "Blood (Evil Mix)" (Konietzko/Esch/Am/Durante/Shepard) – 5:12
4. "Lust" (Konietzko/Esch/Am/Durante/Shepard) – 4:22
5. "Glory" (Konietzko/Am/Shepard) – 3:54
6. "Move On" (Konietzko/Esch/Am/Durante/Shepard) – 5:33
7. "No Peace" (Konietzko/Esch/Am/Durante/Shepard) – 4:28
8. "A Hole in the Wall" (Konietzko/Esch/Am/Durante/Shepard) – 5:50
9. "Sucks" (Konietzko/Am) – 3:32
10. "The Problem" (Konietzko/Esch/Am/Durante/Shepard/Anderson) – 6:03

## Formazione
- Sascha Konietzko
- En Esch
- Günter Schulz
- Mark Durante
- Dorona Alberti – Voce (1,4,6,7,10)
- Christine Siewert – Voce (3)